# Toivo Jaatinen
Toivo Antero Jaatinen, född 1 augusti 1926 i Sordavala, död 14 november 2017 i Nurmijärvi, var en finländsk skulptör.
Jaatinen studerade vid Centralskolan för konstflit 1947–1950 och vid Finlands konstakademis skola 1950–1951. Han ställde ut första gången i Helsingfors 1952.
Jaatinens material har främst varit brons och sten. Han är mest känd som en produktiv medaljkonstnär och har vunnit många pris i medaljkonsttävlingar. Han har bland annat utfört en medalj över president Mauno Koivisto i Gillet för medaljkonst i Finlands serie av presidentmedaljer och över Erkki Tanttu i Konstnärsgillets serie av medaljer över konstnärer.
Jaatinen vann första pris i den första tävlingen om Sibeliusmonumentet 1961, men hans tävlingsbidrag, en staty föreställande en sittande Jean Sibelius, uppfördes aldrig. Till församlingscentret i Nurmijärvi har Jaatinen utfört en relief. Han har undervisat vid Tekniska högskolan 1965–1978 och Finlands konstakademis skola 1970–1977. År 2002 erhöll han Pro Finlandia-medaljen.